# Ciklična ADP-riboza
Ciklična ADP-riboza, cADPR, je ciklični adeninski nukleotid (poput cAMP) sa dve fosfatne grup prisutne na 5'  adenozina (kao kod ADP), koje su dalje vezane za još jednu ribozu u 5' poziciji, koja zatvara prsten glikozidnom vezom sa azotom 1 (N1) adeninske baze (čija pozicija N9 ima glikozidnu vezu sa drugom ribozom). 1-glikozidna veza adenina je karakteristika po kojoj se cADPR razlikuje od ADP-riboze (ADPR), svog non-cikličnog analoga. cADPR nastaje iz nikotinamid adenin dinukleotida (NAD+) dejstvom ADP-ribozil ciklaza (EC 3.2.2.5) kao deo sistema sekundarnih glasnika.

## Funkcija
cADPR je ćelijski glasnik kalcijumske signalizacije. Ona je fiziološki alosterni modulator rianodinskog receptora (RyR), koji stimuliše kalcijum-indukovano oslobađanje kalcijum na niskim citosolnim koncentracijama Ca2+.

## Spoljašnje veze
- Cyclic+ADP-ribose на 
- Veb sajt dr Hon Cheung Lee, koji je otkrio cikličnu ADP-ribozu.